# دام (فیلم ۱۹۵۲)
دام (انگلیسی: Jaal) یک فیلم در ژانر موزیکال به کارگردانی گورو دات است. از بازیگران آن می‌توان به دو آناند اشاره کرد.